# André Muff
André Muff (Emmen, 28 gennaio 1981) è un ex calciatore svizzero, di ruolo attaccante.

## Carriera

### Club
Ha giocato nella prima divisione svizzera.

### Nazionale
Ha partecipato agli Europei Under-21 del 2002.